# غراهام س. غريني
غراهام س. غريني (بالإنجليزية: Graham C. Greene)‏ هو ناشر بريطاني، ولد في 10 يوليو 1936، وتوفي في 10 أكتوبر 2016.